# Alfredo Aguilar
Alfredo Aguilar (San Estanislao, 18 luglio 1988) è un calciatore paraguaiano, portiere dello Sp. Luqueño.

## Statistiche

### Cronologia delle presenze e reti in nazionale
| Cronologia completa delle presenze e delle reti in nazionale ― Paraguay | Cronologia completa delle presenze e delle reti in nazionale ― Paraguay | Cronologia completa delle presenze e delle reti in nazionale ― Paraguay | Cronologia completa delle presenze e delle reti in nazionale ― Paraguay | Cronologia completa delle presenze e delle reti in nazionale ― Paraguay | Cronologia completa delle presenze e delle reti in nazionale ― Paraguay | Cronologia completa delle presenze e delle reti in nazionale ― Paraguay | Cronologia completa delle presenze e delle reti in nazionale ― Paraguay |
| Data                                                                    | Città                                                                   | In casa                                                                 | Risultato                                                               | Ospiti                                                                  | Competizione                                                            | Reti                                                                    | Note                                                                    |
| ----------------------------------------------------------------------- | ----------------------------------------------------------------------- | ----------------------------------------------------------------------- | ----------------------------------------------------------------------- | ----------------------------------------------------------------------- | ----------------------------------------------------------------------- | ----------------------------------------------------------------------- | ----------------------------------------------------------------------- |
| 12-6-2018                                                               | Innsbruck                                                               | Giappone                                                                | 4 – 2                                                                   | Paraguay                                                                | Amichevole                                                              | -4                                                                      | 12’                                                                     |
| 6-6-2019                                                                | Ciudad del Este                                                         | Paraguay                                                                | 1 – 1                                                                   | Honduras                                                                | Amichevole                                                              | -1                                                                      |                                                                         |
| 13-10-2019                                                              | Bratislava                                                              | Slovacchia                                                              | 1 – 1                                                                   | Paraguay                                                                | Amichevole                                                              | -1                                                                      |                                                                         |
| Totale                                                                  |                                                                         | Presenze                                                                | 3                                                                       |                                                                         | Reti                                                                    | -6                                                                      |                                                                         |

## Palmarès

### Club

#### Competizioni nazionali
- Campionato paraguaiano: 5

Guaraní: Apertura 2010, Clausura 2016
Olimpia: Apertura 2019, Clausura 2019, Clausura 2020